# Strasseria mirabilis
Strasseria mirabilis är en mångfotingart som beskrevs av Karl Wilhelm Verhoeff 1929. Strasseria mirabilis ingår i släktet Strasseria och familjen klotdubbelfotingar. Inga underarter finns listade i Catalogue of Life.